# Octotoma puncticollis
Octotoma puncticollis es una especie de insecto coleóptero de la familia Chrysomelidae.
Fue descrita científicamente en 1994 por Staines.